# Варен (станция метро)
Варен (фр. Varenne) — станция линии 13 Парижского метрополитена в VII округе. Названа по рю Варен, расположенной неподалёку. Рядом со станцией располагаются отель де Матиньон, являющийся резиденцией Правительства Франции, а также музей Родена. На станции установлены автоматические платформенные ворота.

## История
- Станция открылась 30 декабря 1923 года в составе участка Энвалид — Круа-Руж (закрыта в 1939 году), образовавшего первую очередь линии 10. 27 июля 1937 года, в результате реорганизации линий метро в левобережье Парижа, участок Энвалид — Дюрок отошёл к старой линии 14, которая, в свою очередь, 9 ноября 1976 года, после постройки перегона Энвалид — Шанз-Элизе — Клемансо была объединена с линией 13.
- В 1939 году станция была закрыта в связи с началом Второй Мировой войны и была перезапущена лишь 24 декабря 1962 года.
- 29 июля 2007 года на перегоне Энвалид — Варен в результате возгорания тормозной колодки одного из составов типа MF 77 произошёл серьёзный пожар. Пострадали 35 человек[2].
- Пассажиропоток по станции по входу в 2011 году, по данным RATP, составил 1 517 830 человек[3]. В 2013 году этот показатель подрос до 1 538 258 пассажиров (277-е место по уровню пассажиропотока в Парижском метро)[4]

## Путевое развитие
К югу от станции располагаются пошёрстный съезд и примыкание выезда с разворотной петли станции «Энвалид», использовавшейся в 1923—1976 годах. Въезд на эту петлю расположен на середине перегона Варен — Энвалид при движении к Энвалиду.

## Галерея
- Лестничный сход
- Состав модели MF 77 на станции